# Bogatowo (Kaliningrad, Bagrationowsk)
Bogatowo (russisch Богатово, deutsch Rositten, auch Rossitten und Bornehnen) ist ein Ort in der russischen Oblast Kaliningrad. Er gehört zur Landgemeinde Dolgorukowskoje im Rajon Bagrationowsk.

## Geographische Lage
Bogatowo liegt westlich der Rajonshauptstadt und ehemaligen Kreisstadt Bagrationowsk (Preußisch Eylau) im Stablack, nur wenige hundert Meter nördlich der russisch-polnischen Staatsgrenze. Im  Westen von Bogatowo (dem Ortsteil mit dem früheren Namen Rositten) endet eine von der russischen Fernstraße A 195 (ehemalige deutsche Reichsstraße 128) bei Strelnja (Schultitten) kommende und über Krasnosnamenskoje (Dollstädt) verlaufende Nebenstraße, die vor 1945 bis in das heutige Polen nach Galiny (Gallingen), Kiwajny (Quehnen), Augamy (Augam) und Sągnity (Sangnitten) führte.
Seit 1939 war das frühere Rositten Bahnstation an einer neu gebauten Bahnstrecke von Zinten (heute russisch: Kornewo) nach Preußisch Eylau (Bagrationowsk), die in Zinten an die Strecke von Heiligenbeil (Mamonowo) anschloss. Die Bahnstrecke wird heute nicht mehr genutzt.

## Geschichte

### Bis 1945

#### Rositten
Das einstige Rositten liegt 14 Kilometer von Bagrationowsk (Preußisch Eylau) entfernt. Es entstand bereits in der mittleren Ordenszeit als prußischer Ort. 1414 beim Poleneinfall völlig zerstört, wurde das Dorf bald wieder aufgebaut. Es gehörte zum Kammeramt Zinten (heute russisch: Kornewo) der Komturei Balga. Auch zu Beginn des 16. Jahrhunderts erlitt Rositten das Schicksal der Zerstörung, und zwar so sehr, dass es 40 Jahre lang nicht mehr existierte.
Am 29. März 1559 wurde Rositten neu gegründet, und zwar als großes Bauerndorf. Es entwickelte sich durch neue Besiedlung zu einem größeren Ort. Eine neue schwere Zeit brach 1619 herein, als Rositten vom Kurfürsten an Wolf Heinrich Truchseß von Waldburg verpfändet wurde. Unter seinem Nachfolger Fabian Truchseß von Waldburg wurde die Lage der Bevölkerung so verzweifelt, dass sie sich mit einem Klageschreiben an den Landesherrn wandten. Noch im 17. Jahrhundert konnte sich Rositten aus der Verpfändung lösen und wurde dann ein „Königliches Dorf“. 1785 gab es hier 37 Feuerstellen. In der Nacht vom 7. zum 8. Februar 1807 war Rositten das Quartier preußischer Truppen unter General Anton Wilhelm von L’Estocq, aus dem sie in die Schlacht bei Preußisch Eylau zogen.
1820 hatte das Dorf bereits 51 Feuerstellen bei 312 Einwohnern. 1866 waren sogar schon 66 Wohngebäude und 618 Bewohner vorhanden, und bis 1871 stieg die Zahl der Einwohner auf 1019 bei 100 Wohnhäusern und 240 Haushalten.
Am 7. Mai 1874 wurde Rositten Sitz und namensgebender Ort des neu errichteten Amtsbezirks Rositten im Landkreis Preußisch Eylau und Regierungsbezirk Königsberg der preußischen Provinz Ostpreußen. Im Jahre 1910 zählte das Dorf 982 Einwohner.
Am 30. September 1928 vergrößerte sich Rositten um den Gutsbezirk Gallingen (heute polnisch: Galiny), der – ohne Steinbruch (polnisch Biała Leśniczówka) – nach Rositten eingegliedert wurde. Am 1. April 1938 schließlich wurde die Gemeinde Bornehnen (heute russisch auch: Bogatowo) nach Rositten eingemeindet. In den Einwohnerzahlen spiegeln sich die Ortszuwächse aber nicht sonderlich wider: 1933 wurden 721, 1939 bereits 802 Bewohner gezählt.
Zur Errichtung des Truppenübungsplatzes Stablack musste Rositten 1934 Land abtreten und wurde 1939 mit einer eigenen Bahnstation an der Neubaustrecke von Zinten (heute russisch: Kornewo) nach Preußisch Eylau (Bagrationowsk) entschädigt.
Durch Rositten zogen in den ersten Wochen des Jahres 1945 zahlreiche Flüchtlingsströme in Richtung Heiligenbeil (Mamonowo) und Frisches Haff (Kaliningradski Saliw). Das Dorf selbst wurde am 12. Februar 1945 von der Roten Armee besetzt.

#### Amtsbezirk Rositten (1874–1945)
Am 7. Mai 1874 wurde der Amtsbezirk Rositten neu errichtet. Er gehörte zum Landkreis Preußisch Eylau und bestand bis 1945.
Anfangs waren zwei Landgemeinden und ein Gutsbezirk in den Amtsbezirk eingegliedert: Rositten und Hussehnen (heute russisch: Pogranitschnoje) sowie das Gutsdorf Sodehnen (polnisch: Sodziany, heute nicht mehr existent). 1881 wurde der Gutsbezirk Gallingen (heute polnisch: Galiny) aus dem Amtsbezirk Wildenhoff (heute polnisch: Dzikowo Iławeckie) in den Amtsbezirk Rositten umgegliedert. Der Gutsbezirk Sodehnen (polnisch Sodziany) stattdessen schloss sich 1928 mit dem Gutsbezirk Bornehnen (russisch auch: Bogatowo) innerhalb des Amtsbezirks Wackern (russisch: Jelanowka, nicht mehr existent) zusammen. So bestand der Amtsbezirk Rositten im Jahre 1945 noch aus den beiden Gemeinden Rositten und Hussehnen.

#### Bornehnen
Der früher Bornehnen genannte Ortsteil von Bogatowo liegt elf Kilometer von Bagrationowsk (Preußisch Eylau) entfernt und bestand vor 1945 aus einem großen Hof und mehreren kleinen Gehöften. Am 29. Juni 1912 wurde der Gutsbezirk Bornehnen aus dem Gutsbezirk Jerlauken (russisch: Petrowskoje, seit 1993: Tschapajewo) herausgegliedert. Es gehörte somit zum Amtsbezirk Wackern im Landkreis Preußisch Eylau und Regierungsbezirk Königsberg der preußischen Provinz Ostpreußen.
Am 30. September 1928 schlossen sich die beiden Gutsbezirke Sodehnen und Bornehnen zur neuen Landgemeinde Bornehnen zusammen. Am 1. April 1938 schließlich erfolgte die Eingemeindung von Bornehnen in die Gemeinde Rositten im gleichnamigen Amtsbezirk.

### Seit 1945
Infolge des Zweiten Weltkrieges kamen Rositten und Bornehnen zur Sowjetunion, während dessen letzterer südlich gelegene Ortsteil Sodehnen (polnisch: Sodziany, nicht mehr existent) unter polnische Verwaltung gelangte. Seit dem Jahr 1947 tragen Bornehnen wie das ehemalige Nachbardorf Rositten den russischen Namen Bogatowo.
Bogatowo war von 1947 bis 2008 in den  Dorfsowjet Tschapajewski eingegliedert. Seither ist der Ort aufgrund einer Struktur- und Verwaltungsreform eine als „Siedlung“ (russisch: possjolok) qualifizierte Ortschaft innerhalb der Landgemeinde Dolgorukowskoje.

## Kirche
Die Bevölkerung sowohl von Rositten als auch von Bornehnen war vor 1945 fast ausnahmslos evangelischer Konfession. Noch 1871 hatte Rosittens Einwohnerschaft bei 853 Evangelischen und 13 Katholiken mit der stattlichen Zahl von 153 Baptisten überrascht, wobei diese im Ort auch eine eigene Kapelle hatten, die bis 1945 genutzt wurde. Rositten und Bornehnen hatten sonst jedoch keine eigene Kirche. Während die katholischen Kirchenglieder zur Pfarrgemeinde in Preußisch Eylau (heute russisch: Bagrationowsk) gehörten, waren die evangelischen Gläubigen in das Kirchspiel Klein Dexen (russisch: Furmanowo, nicht mehr existent), danach ab 1938 in den Pfarrsprengel Stablack (Dolgorukowo) eingepfarrt. Sie gehörten somit zum Kirchenkreis Preußisch Eylau in der Kirchenprovinz Ostpreußen der Kirche der Altpreußischen Union.
In der Zeit der Sowjetunion war kirchliches Leben untersagt. Erst in den 1990er Jahren bildeten sich in der Oblast Kaliningrad wieder neue evangelische Gemeinden, deren Bogatowo nächstgelegene die Dorfkirchengemeinde in Gwardeiskoje (Mühlhausen) ist. Sie ist eine Filialgemeinde der Auferstehungskirche in Kaliningrad (Königsberg) innerhalb der ebenfalls neuformierten Propstei Kaliningrad der Evangelisch-lutherischen Kirche Europäisches Russland (ELKER).

## Schule
Die Schule in Rositten wurde 1741 gegründet. Im Jahre 1929 wurde sie mehrklassig neu erbaut. Die letzten deutschen Lehrer waren Plehn, Hermann Klein und Sophie Krill. Die Bornehner Kinder besuchten die Schule in Rositten.
Das Schulgebäude hat sich bis heute erhalten und befindet sich in einem guten baulichen Zustand. Es dient heute als Quartier der Grenztruppen Russlands.